# 매햄매드 애민 래술자대
매햄매드 애민 아훈드 하즈 몰라 앨래크배르오글루 래술자대(아제르바이잔어: Məhəmməd Əmin Axund Hacı Molla Ələkbər oğlu Rəsulzadə [mæhæmˈmæd æˈmin ɾæsulzɑːˈdæ], 러시아어: Мамед Эмин Ахунд Гаджи Молла Алекбер оглы Расулзаде́ 마메트 예민 아훈트 가지 몰라 알레크베르오글리 라술자데[*], 1884년 1월 31일 러시아 제국 놉하니~1955년 3월 6일 튀르키예 앙카라)는 아제르바이잔의 정치인, 학자, 아제르바이잔 민족위원회의 수장이었다. 래술자대가 사용했던 "올라간 깃발은 내려가지 않을 것이다(Bir kərə yüksələn bayraq, bir daha enməz!)."라는 표현은 20세기 초 아제르바이잔 독립 운동의 표어가 되었다.